# Cryptolepis javanica
Cryptolepis javanica är en oleanderväxtart som först beskrevs av Bi., och fick sitt nu gällande namn av Carl Ludwig von Blume. Cryptolepis javanica ingår i släktet Cryptolepis och familjen oleanderväxter. Inga underarter finns listade i Catalogue of Life.